# Social Movement Organisation
Als Social Movement Organisation (SMO), zu deutsch Bewegungsorganisation, wird in der Bewegungsforschung ein korporativer Akteur innerhalb von sozialen Bewegungen bezeichnet. Das Konzept geht auf den Ressourcenmobilisierungs-Ansatz von McCarthy/Zald 1977 zurück, welcher als organisationstheoretischer Filter der wirkmächtigste theoretische Ansatz nach den collective-behavior- bzw. collective-action-Theorien der fünfziger Jahre in der Bewegungsforschung war. Das Konzept der SMO hat sich jedoch auch in späteren Theorien, z. B. „political process“, erhalten.
Im Rahmen des Ressourcenmobilisierungsansatzes werden die Bewegungsorganisationen als Rückgrat bzw. wesentliches Element von sozialen Bewegungen verstanden. McCarthy und Zald definieren eine Social Movement Organization im Sinne formalisierter und strukturierter Organisationen, nämlich als „[...] complex, or formal, organization which identifies its goals with the preferences of a social movement or countermovement and attempts to implement those goals.“
Andere Autoren verwenden eine breitere Definition, die auch losere Zusammenschlüsse von Individuen mit geteilten moralischen Vorstellungen einschließen und statt aktiver Implementierung von Zielen schon mit artikulierten Ansprüchen arbeiten.
McCarthy und Zald gehen von einem ständig vorhandenen Level an Unzufriedenheit in modernen Gesellschaften aus. So würden die Bewegungsorganisationen diese latente Unzufriedenheit in soziale Bewegungen kanalisieren. Als abgrenzbare, persistente Einheiten mit Neigung zur Selbsterhaltung (vgl. Organisationstheorie) würden Bewegungsorganisationen zudem die personelle, ideelle und strukturelle Kontinuität einer sozialen Bewegung für längere Zeiträume gewährleisten, insbesondere auch über Perioden nachlassenden öffentlichen Interesses mit sinkendem Mobilisierungspotential in der Öffentlichkeit („bystander public“).
Grundsätzliche Aufgabe von Organisationen sei die Allokation von Ressourcen. Je mehr Ressourcen die SMO für sich binden könne, desto eher werde sich die Organisation funktional ausdifferenzieren und professionalisieren. Ressourcen können demzufolge vor allem Zeit und materielle Werte sein, die von den Unterstützern („constituents“) der SMO aufgebracht werden, aber auch moralische Unterstützung (z. B. Meinungsmacht, Legitimität) sein, die durch die Gesamtheit der Anhängerschaft („adherents“) konstituiert wird.